# Eslövs AI
Eslövs AI (Eslövs Allmänna Idrottsförening), grundad 1908, är en idrottsförening i Eslöv med verksamhet främst inom tre idrotter: friidrott, brottning och bordtennis. Bland andra idrotter som utövats i klubben finns fotboll, (sektionen blev egen förening under namnet Eslövs Bollklubb 1969), tyngdlyftning, judo, handboll och boule. 

## Bordtennis
Bordtennissektionen bildades 1937 och herrlaget tog steget upp i Elitserien genom att vinna division 1 1993, där de har spelat oavbrutet sedan dess. Sin första SM-final förlorade klubben 1998 mot Malmö FF. Det första SM-guldet bärgades i stället 2005 av ett lag bestående av Guo Kelli, Mikael Zöögling, Robert Svensson, Mattias Andersson och John Wall. Klubben försvarade SM-titeln påföljande fyra säsonger. Elitserien 2007–2008 vann klubben obesegrade och genom att hålla nästa lag åtta poäng bakom sig i sluttabellen slog man elitseriens 40-åriga rekord för vinstmarginal. Under perioden 2005–2019 har Eslövs AI vunnit lag-SM alla år utom 2010 och 2018, då klubben förlorade SM-finalen mot Söderhamns UIF och Halmstad BTK. 2017 tog klubben sitt sjunde raka SM-guld.
Klubben har också tagit flera titlar på damsidan. Sedan damlaget avancerade upp till Pingisligan inför säsongen 2012/2013 har klubben tagit medalj alla säsonger utom en, totalt 8 guld och 2 silver.

## Brottning
Eslövs AI har alltid haft en stark brottarsektion, som ofta har hävdat sig väl på svensk elitnivå.

### Framstående medlemmar
- Hugo Andersson: svensk mästare 1941
- Karl-Erik Andersson: SM-tvåa 1950, landslagsbrottare
- Viking Palm: Olympisk mästare i Helsingfors 1952, VM-trea i Japan 1954, flerfaldig svensk mästare, landslagsbrottare
- Arvid Billström: en av brottningens stora grabbar
- Lie Ekelund: landslagsbrottare
- Henrik Ståhl: svensk mästare 1999 och 2001, nordisk mästare 2003, landslagsbrottare
- Jim Pettersson: svensk mästare 2004, 2006 och 2011, landslagsbrottare
- Sandra Nilsson: svensk mästare 2010, landslagsbrottare
- Robin Nilsson: SM-silver 2010
- Ida Nilsson: SM-silver 2010, landslagsbrottare
- Jalmar Sjöberg: SM-silver 2005, landslagsbrottare
- Tomas Ekberg: SM-silver 2006

## Friidrott
Friidrottssektionen av Eslövs AI har nått stora framgångar främst på barn- och ungdomssidan.

### Framstående medlemmar
- Pia Gressman: SM-silver i höjdhopp
- Peter Ferrari: nordisk mästare i gång (50 000 meter på bana)
- Jenny Olsson: landslagsuppdrag i sjukamp
- Jasmine Henriksson: landslagsuppdrag i diskus och spjut
- Hanna Jönsson: landslagsuppdrag i sjukamp